# Colapso térmico
El concepto de colapso térmico o choque térmico se refiere a la rotura de algún material al sufrir un cambio drástico de temperatura. Sucede cuando un material sólido se quiebra al someterse a un aumento o descenso de la temperatura. Objetos de vidrio o cerámica son vulnerables a este efecto debido a su bajo nivel de tenacidad, a su baja conductividad térmica y a su bajo coeficiente de expansión térmica. La variación de temperatura causa que diferentes partes de un objeto se expandan más que otras, haciendo que la tensión del objeto no sea lo suficientemente fuerte y entonces se quiebra. Un ejemplo común se da en los laboratorios al utilizar baño María.
La cerámica y los vidrios de borosílice, como el pyrex, están hechos para resistir a un colapso térmico mejor que otros materiales, gracias a su combinación de un coeficiente de expansión bajo y una alta dureza. En el caso de la cerámica, se cuenta con un coeficiente de expansión negativo.
El carbono reforzado es extremadamente resistente a un colapso térmico debido a la tan elevada conductividad térmica del grafito, a su bajo coeficiente de expansión y a la dureza de la fibra de carbono (la cual es uno de los componentes del carbono reforzado).